# Dyskografia Shakiry
Artykuł przedstawia całkowitą dyskografię kolumbijskiej wokalistki Shakiry. Artystka w sumie wydała jedenaście albumów studyjnych, cztery albumy koncertowe, pięćdziesiąt osiem singli oraz pięćdziesiąt dwa teledyski.
Przed rozpoczęciem międzynarodowej kariery muzycznej, Shakira wydała dwa albumy promocyjne jedynie na kolumbijski rynek muzyczny – wydawnictwa Magia (1990) oraz Peligro (1993), które ostatecznie wycofano ze sprzedaży. Pierwszy album studyjny, który ukazał się nakładem dużej wytwórni muzycznej Pies Descalzos (1996) zyskał sukces komercyjny w krajach hiszpańskojęzycznych rozchodząc się w nakładzie pięciu milionów egzemplarzy na całym świecie. W roku 1997 na rynkach muzycznych pojawił się album z remiksami piosenek z debiutanckiego wydawnictwa zatytułowany The Remixes. We wrześniu 1998 ukazał się drugi album studyjny ¿Dónde Están los Ladrones?, który zyskał większy sukces od swojego poprzednika sprzedając się w liczbie siedmiu milionów kopii.
W roku 2000 na rynki muzyczne wydany został pierwszy album koncertowy artystki MTV Unplugged – zapis akustycznego koncertu z sierpnia 1999 roku w Nowym Jorku. Trzeci album studyjny, a zarazem pierwszy zawierający utwory nagrane w języku angielskim, ukazał się w listopadzie 2001 pod tytułem Laundry Service stając się najlepiej sprzedającym się wydawnictwem w roku 2002 i rozchodząc się w nakładzie zbliżonym do dwudziestu milionów egzemplarzy. Płytę promowało sześć utworów, w tym dwa wydane jedynie na rynek hiszpańskojęzyczny. W listopadzie tego samego roku wokalistka wydała drugą kompilację w swojej dyskografii a zarazem pierwszy album z największymi hitami Grandes Éxitos zawierający hiszpańskojęzyczne piosenki. W marcu 2004 ukazało się wydawnictwo Live & Off the Record, drugi album koncertowy wokalistki.
Czwarty album studyjny Shakiry, a trzeci w całości nagrany w języku hiszpańskim Fijación Oral, Vol. 1 ukazał się w czerwcu 2005. Wydawnictwo promowane pięcioma utworami znalazło się w Top 5 oficjalnego notowania najlepiej sprzedających się albumów w Stanach Zjednoczonych i odznaczone zostało certyfikatem platynowej płyty przyznanym przez Recording Industry Association of America. Pierwsza płyta artystki w pełni zawierająca kompozycje zarejestrowane w języku angielskim zatytułowana Oral Fixation, Vol. 2 ukazała się w listopadzie tego samego roku. Album sprzedał się w nakładzie ośmiu milionów egzemplarzy na całym świecie i promowany był trzema singlami.
Drugi album nagrany w języku angielskim, a zarazem szósty w karierze wokalistki She Wolf ukazał się w październiku 2009 roku. Promowany czterema singlami, w tym jednym wydanym jedynie na północnoamerykański rynek muzyczny, album rozszedł się w nakładzie przekraczającym dwa miliony egzemplarzy. Sale el Sol, siódmy album studyjny ukazał się na rynkach muzycznych w październiku 2010. Płyta zyskała komercyjny sukces sprzedając się w nakładzie pięciu milionów kopii.
Łączny nakład wydawnictw sprzedanych przez artystkę przekracza siedemdziesiąt milionów egzemplarzy.

## Albumy

### Albumy studyjne
| Rok                        | Album | Najwyższe pozycje na listach | Najwyższe pozycje na listach | Najwyższe pozycje na listach | Najwyższe pozycje na listach | Najwyższe pozycje na listach | Najwyższe pozycje na listach | Najwyższe pozycje na listach | Najwyższe pozycje na listach | Najwyższe pozycje na listach | Najwyższe pozycje na listach | Najwyższe pozycje na listach | Najwyższe pozycje na listach | Certyfikat | Sprzedaż                             |
| Rok                        | Album | POL                          | AUS                          | BEL                          | CAN                          | FRA                          | GER                          | NLD                          | ESP                          | SWI                          | UK                           | US Latin                     | US                           | Certyfikat | Sprzedaż                             |
| -------------------------- | --- | ---------------------------- | ---------------------------- | ---------------------------- | ---------------------------- | ---------------------------- | ---------------------------- | ---------------------------- | ---------------------------- | ---------------------------- | ---------------------------- | ---------------------------- | ---------------------------- | --- | ------------------------------------ |
| 1991                       | Magia - Wydany: 24 czerwca 1991 - Wytwórnia: Sony Music, Columbia - Format: Kaseta, LP                                | –                            | –                            | –                            | –                            | –                            | –                            | –                            | –                            | –                            | –                            | –                            | –                            | |                                      |
| 1993                       | Peligro - Wydany: 25 marca 1993 - Wytwórnia: Sony Music, Columbia - Format: Kaseta, LP                                | –                            | –                            | –                            | –                            | –                            | –                            | –                            | –                            | –                            | –                            | –                            | –                            | |                                      |
| 1996                       | Pies Descalzos - Wydany: 17 lutego 1996 - Wytwórnia: Sony Music, Columbia - Format: CD, kaseta, LP                    | –                            | –                            | –                            | –                            | –                            | 71                           | –                            | –                            | –                            | –                            | 5                            | 180                          | - USA: platynowa płyta | - Świat: 5.000.000 - USA: 600.000    |
| 1998                       | ¿Dónde están los ladrones? - Wydany: 29 września 1998 - Wytwórnia: Sony Music Latin - Format: CD, kaseta              | –                            | –                            | –                            | –                            | –                            | 79                           | 78                           | –                            | 7                            | –                            | 1                            | 131                          | - ESP: platynowa płyta - USA: platynowa płyta | - Świat: 7.000.000 - USA: 900.000    |
| 2001                       | Laundry Service - Wydany: 13 listopada 2001 - Wytwórnia: Epic Records - Format: CD, digital download                  | –                            | 1                            | 1                            | 1                            | 5                            | 2                            | 1                            | 1                            | 1                            | 2                            | –                            | 3                            | - POL: platynowa płyta - AUS: 5× platynowa płyta - BEL: platynowa płyta - CAN: 5× platynowa płyta - FRA: 2× platynowa płyta - GER: 5× złota płyta - ESP: 5× platynowa płyta - SWI: 3× platynowa płyta - UK: 2× platynowa płyta - USA: 3× platynowa płyta | - Świat: 20.000.000 - USA: 3.800.000 |
| 2005                       | Fijación oral vol. 1 - Wydany: 3 czerwca 2005 - Wytwórnia: Epic Records - Format: CD, digital download                | –                            | –                            | 6                            | –                            | 6                            | 1                            | 7                            | 1                            | 2                            | –                            | 1                            | 4                            | - BEL: złota płyta - FRA: złota płyta - GER: platynowa płyta - ESP: 3× platynowa płyta - SWI: platynowa płyta - USA: platynowa płyta - USA: 11× platynowa płyta (Latin)                                                                                  | - Świat: 4.000.000 - USA: 1.000.000  |
| 2005                       | Oral Fixation, Vol. 2 - Wydany: 28 listopada 2005 - Wytwórnia: Epic Records - Format: CD, digital download            | –                            | 9                            | 12                           | 3                            | 8                            | 4                            | 2                            | 3                            | 3                            | 12                           | –                            | 5                            | - AUS: złota płyta - BEL: złota płyta - CAN: 2× platynowa płyta - FRA: platynowa płyta - GER: 3× złota płyta - ESP: platynowa płyta - SWI: platynowa płyta - UK: platynowa płyta - USA: platynowa płyta                                                  | - Świat: 8.000.000 - USA: 1.800.000  |
| 2009                       | She Wolf - Wydany: 9 października 2009 - Wytwórnia: Epic Records - Format: CD, digital download                       | 17                           | –                            | 11                           | 18                           | 7                            | 3                            | 5                            | 2                            | 1                            | 4                            | –                            | 15                           | - POL: złota płyta - FRA: złota płyta - ESP: platynowa płyta - SWI: złota płyta - UK: złota płyta | - Świat: 3.000.000 - USA: 400.000    |
| 2010                       | Sale el Sol - Wydany: 15 października 2010 - Wytwórnia: Epic Records, Sony Music Latin - Format: CD, digital download | 2                            | –                            | 1                            | 11                           | 1                            | 6                            | 10                           | 1                            | 2                            | –                            | 1                            | 7                            | - POL: 2× platynowa płyta - BEL: platynowa płyta - FRA: diamentowa płyta - GER: złota płyta - ESP: 2× platynowa płyta - SWI: 2× platynowa płyta | - Świat: 5.000.000                   |
| 2014                       | Shakira - Wydany: 21 marca 2014 - Wytwórnia: Live Nation, RCA - Format: CD, digital download                          | 4                            | 8                            | 11                           | 3                            | 6                            | 5                            | 15                           | 2                            | 2                            | 14                           | –                            | 2                            | - POL: platynowa płyta - ESP: złota płyta | - Światowa: 900,000 - USA: 222,000   |
| 2017                       | El Dorado - Wydany: 26 maja 2017 - Wytwórnia: Sony Music Latin - Format: CD, digital download                         | 16                           |                              |                              |                              |                              | 19                           |                              | 2                            | 3                            | 54                           | 1                            | 15                           | - POL: platynowa płyta |                                      |
| „–” album nie był notowany | |                              |                              |                              |                              |                              |                              |                              |                              |                              |                              |                              |                              | |                                      |

### Albumy koncertowe
| Rok                        | Album                                                                                                   | Najwyższe pozycje na listach | Najwyższe pozycje na listach | Najwyższe pozycje na listach | Najwyższe pozycje na listach | Najwyższe pozycje na listach | Najwyższe pozycje na listach | Najwyższe pozycje na listach | Najwyższe pozycje na listach | Najwyższe pozycje na listach | Certyfikat                                                                          | Sprzedaż           |
| Rok                        | Album                                                                                                   | BEL                          | FRA                          | GER                          | NLD                          | ESP                          | SWI                          | UK                           | US Latin                     | US                           | Certyfikat                                                                          | Sprzedaż           |
| -------------------------- | --- | ---------------------------- | ---------------------------- | ---------------------------- | ---------------------------- | ---------------------------- | ---------------------------- | ---------------------------- | ---------------------------- | ---------------------------- | ----------------------------------------------------------------------------------- | ------------------ |
| 2000                       | MTV Unplugged - Wydany: 29 lutego 2000 - Wytwórnia: Sony Music, Columbia - Format: CD, DVD              | –                            | –                            | 91                           | 81                           | –                            | –                            | –                            | 1                            | 124                          | - GER: złota płyta (DVD) - USA: 4× platynowa płyta (Latin) - USA: złota płyta (DVD) |                    |
| 2004                       | Live & Off the Record - Wydany: 30 marca 2004 - Wytwórnia: Epic Records - Format: CD/DVD                | 43                           | –                            | 14                           | –                            | 73                           | 4                            | –                            | –                            | 45                           | - GER: 3× złota płyta (DVD) - USA: złota płyta (DVD)                                | - Świat: 3.000.000 |
| 2007                       | Oral Fixation Tour - Wydany: 12 listopada 2007 - Wytwórnia: Epic Records - Format: CD/DVD, DVD, Blu-ray | –                            | 9                            | 1                            | –                            | 1                            | 1                            | –                            | –                            | –                            | - USA: platynowa płyta (DVD)                                                        | - Świat: 1.500.000 |
| 2011                       | Live from Paris - Wydany: 6 grudnia 2011 - Wytwórnia: Epic Records - Format: CD/DVD, DVD, Blu-ray       | 16                           | 2                            | 4                            | 11                           | 18                           | 4                            | 29                           | 2                            | –                            | - POL: złota płyta DVD - FRA: platynowa płyta - FRA: platynowa płyta DVD            |                    |
| „–” album nie był notowany | |                              |                              |                              |                              |                              |                              |                              |                              |                              |                                                                                     |                    |

### Kompilacje
| 1997                       | The Remixes - Wydany: 21 października 1997 - Wytwórnia: Sony Music, Columbia - Format: CD, kaseta | – | – | – | 21 | 151 | - USA: 2× platynowa płyta (Latin) | - Świat: 1.000.000 |
| 2002                       | Colección de Oro - Wydany: 22 stycznia 2002 - Wytwórnia: Sony International - Format: CD          | – | – | – | –  | –   |                                   |                    |
| 2002                       | Grandes Éxitos - Wydany: 5 listopada 2002 - Wytwórnia: Sony Music, Columbia - Format: CD/DVD      | 5 | 4 | – | 1  | 80  | - USA: 2× platynowa płyta (Latin) |                    |
| „–” album nie był notowany |                                                                                                   |   |   |   |    |     |                                   |                    |

### Box sety
| Rok  | Tytuł |
| ---- | --- |
| 2006 | Oral Fixation, Vol. 1 & 2 - Wydany: 5 grudnia 2006 - Format: Double CD/DVD, digital download - Wytwórnia: Epic Records |

### Minialbumy
| Rok  | Tytuł |
| ---- | --- |
| 2008 | Love in the Time of Cholera - Wydany: 25 lutego 2008 - Format: Digital download - Wytwórnia: Columbia - Ścieżka dźwiękowa do filmu Miłość w czasach zarazy |

## Single
| Rok                         | Tytuł                                                                | Najwyższe pozycje na listach | Najwyższe pozycje na listach | Najwyższe pozycje na listach | Najwyższe pozycje na listach | Najwyższe pozycje na listach | Najwyższe pozycje na listach | Najwyższe pozycje na listach | Najwyższe pozycje na listach | Najwyższe pozycje na listach | Najwyższe pozycje na listach | Najwyższe pozycje na listach | Najwyższe pozycje na listach | Certyfikat | Album                        |
| Rok                         | Tytuł                                                                | POL                          | AUS                          | BEL                          | CAN                          | FRA                          | GER                          | NLD                          | ESP                          | SWI                          | UK                           | USA Latin                    | USA                          | Certyfikat | Album                        |
| --------------------------- | -------------------------------------------------------------------- | ---------------------------- | ---------------------------- | ---------------------------- | ---------------------------- | ---------------------------- | ---------------------------- | ---------------------------- | ---------------------------- | ---------------------------- | ---------------------------- | ---------------------------- | ---------------------------- | --- | ---------------------------- |
| 1995                        | „Estoy Aquí”                                                         | –                            | –                            | –                            | –                            | –                            | –                            | –                            | –                            | –                            | –                            | 2                            | –                            | | Pies Descalzos               |
| 1996                        | „¿Dónde Estás Corazón?”                                              | –                            | –                            | –                            | –                            | –                            | –                            | –                            | –                            | –                            | –                            | 5                            | –                            | | Pies Descalzos               |
| 1996                        | „Pies Descalzos, Sueños Blancos”                                     | –                            | –                            | –                            | –                            | –                            | –                            | –                            | –                            | –                            | –                            | –                            | –                            | | Pies Descalzos               |
| 1996                        | „Un Poco de Amor”                                                    | –                            | –                            | –                            | –                            | –                            | –                            | –                            | –                            | –                            | –                            | –                            | –                            | | Pies Descalzos               |
| 1997                        | „Antología”                                                          | –                            | –                            | –                            | –                            | –                            | –                            | –                            | –                            | –                            | –                            | 15                           | –                            | | Pies Descalzos               |
| 1997                        | „Se Quiere, Se Mata”                                                 | –                            | –                            | –                            | –                            | –                            | –                            | –                            | –                            | –                            | –                            | 8                            | –                            | | Pies Descalzos               |
| 1998                        | „Ciega, Sordomuda”                                                   | –                            | –                            | –                            | –                            | –                            | –                            | –                            | –                            | –                            | –                            | 1                            | –                            | | ¿Dónde Están los Ladrones?   |
| 1998                        | „Tú”                                                                 | –                            | –                            | –                            | –                            | –                            | –                            | –                            | –                            | –                            | –                            | 1                            | –                            | | ¿Dónde Están los Ladrones?   |
| 1998                        | „Inevitable”                                                         | –                            | –                            | –                            | –                            | –                            | –                            | –                            | –                            | –                            | –                            | 3                            | –                            | | ¿Dónde Están los Ladrones?   |
| 1999                        | „No Creo”                                                            | –                            | –                            | –                            | –                            | –                            | –                            | –                            | –                            | –                            | –                            | 9                            | –                            | | ¿Dónde Están los Ladrones?   |
| 1999                        | „Ojos Así”                                                           | –                            | –                            | 16                           | –                            | 15                           | –                            | 25                           | –                            | 33                           | –                            | 22                           | –                            | | ¿Dónde Están los Ladrones?   |
| 1999                        | „Moscas en la Casa”                                                  | –                            | –                            | –                            | –                            | –                            | –                            | –                            | –                            | –                            | –                            | 25                           | –                            | | ¿Dónde Están los Ladrones?   |
| 2001                        | „Whenever, Wherever”                                                 | 1                            | 1                            | 1                            | 4                            | 1                            | 1                            | 1                            | 1                            | 1                            | 2                            | 1                            | 6                            | - AUS: 3× platynowa płyta - BEL: 2× platynowa płyta - FRA: diamentowa płyta - GER: 3× złota płyta - SWI: 2× platynowa płyta - UK: platynowa płyta                    | Laundry Service              |
| 2002                        | „Underneath Your Clothes”                                            | 2                            | 1                            | 7                            | 11                           | 2                            | 2                            | 2                            | –                            | 2                            | 3                            | –                            | 9                            | - AUS: 2× platynowa płyta - BEL: platynowa płyta - FRA: złota płyta - GER: złota płyta - SWI: platynowa płyta - UK: srebrna płyta                                    | Laundry Service              |
| 2002                        | „Objection (Tango)”                                                  | 6                            | 2                            | 8                            | –                            | 10                           | 19                           | 5                            | –                            | 10                           | 17                           | 16                           | 55                           | - AUS: platynowa płyta - FRA: srebrna płyta | Laundry Service              |
| 2002                        | „The One”                                                            | –                            | 16                           | 21                           | –                            | –                            | 39                           | 31                           | –                            | 17                           | –                            | –                            | –                            | | Laundry Service              |
| 2002                        | „Te Dejo Madrid”                                                     | –                            | –                            | –                            | –                            | –                            | –                            | –                            | 7                            | –                            | –                            | 45                           | –                            | | Laundry Service              |
| 2002                        | „Que Me Quedes Tú”                                                   | –                            | –                            | –                            | –                            | –                            | –                            | –                            | 10                           | –                            | –                            | 1                            | –                            | | Laundry Service              |
| 2005                        | „La Tortura” (gośc. Alejandro Sanz)                                  | –                            | –                            | 5                            | 21                           | 7                            | 4                            | 2                            | 1                            | 2                            | –                            | 1                            | 23                           | - GER: złota płyta - SWI: złota płyta - USA: złota płyta | Fijación Oral, Vol. 1        |
| 2005                        | „No” (gośc. Gustavo Cerati)                                          | –                            | –                            | –                            | –                            | –                            | –                            | –                            | –                            | –                            | –                            | 11                           | –                            | | Fijación Oral, Vol. 1        |
| 2005                        | „Don’t Bother”                                                       | –                            | 30                           | 32                           | 9                            | 24                           | 7                            | 15                           | –                            | 8                            | 9                            | –                            | 42                           | - USA: złota płyta | Oral Fixation, Vol. 2        |
| 2006                        | „Día de Enero”                                                       | –                            | –                            | –                            | –                            | –                            | –                            | –                            | –                            | –                            | –                            | 29                           | –                            | | Fijación Oral, Vol. 1        |
| 2006                        | „Hips Don’t Lie” (gośc. Wyclef Jean)                                 | 2                            | 1                            | 1                            | 2                            | 1                            | 1                            | 1                            | 1                            | 1                            | 1                            | 1                            | 1                            | - AUS: platynowa płyta - BEL: platynowa płyta - FRA: złota płyta - GER: platynowa płyta - SWI: platynowa płyta - USA: 2× platynowa płyta                             | Oral Fixation, Vol. 2        |
| 2006                        | „Illegal” (gośc. Carlos Santana)                                     | –                            | –                            | 16                           | –                            | –                            | 11                           | 7                            | –                            | 10                           | 34                           | –                            | –                            | | Oral Fixation, Vol. 2        |
| 2007                        | „Las de la Intuición”                                                | –                            | –                            | –                            | –                            | –                            | –                            | 6                            | 1                            | –                            | –                            | 31                           | –                            | - ESP: 7× platynowa płyta | Fijación Oral, Vol. 1        |
| 2007                        | „Beautiful Liar” (oraz Beyoncé)                                      | –                            | 5                            | 5                            | 2                            | 1                            | 1                            | 1                            | 1                            | 1                            | 1                            | 10                           | 3                            | - AUS: platynowa płyta - BEL: złota płyta - GER: złota płyta - ESP: 3× platynowa płyta - UK: złota płyta - USA: platynowa płyta                                      | B’Day                        |
| 2009                        | „She Wolf”                                                           | –                            | 18                           | 5                            | 5                            | 4                            | 2                            | 13                           | 2                            | 3                            | 4                            | 1                            | 11                           | - ESP: 2× platynowa płyta - SWI: złota płyta - UK: srebrna płyta - USA: platynowa płyta                                                                              | She Wolf                     |
| 2009                        | „Did It Again”                                                       | –                            | –                            | 56                           | –                            | –                            | 34                           | –                            | 12                           | 29                           | 26                           | 6                            | –                            | - ESP: złota płyta | She Wolf                     |
| 2009                        | „Give It Up to Me” (gośc. Lil Wayne)                                 | –                            | –                            | –                            | 32                           | –                            | –                            | –                            | –                            | –                            | –                            | –                            | 29                           | - USA: złota płyta | She Wolf                     |
| 2010                        | „Gypsy”                                                              | 4                            | –                            | 40                           | 80                           | –                            | 7                            | –                            | 3                            | 12                           | –                            | 6                            | 65                           | - ESP: platynowa płyta | She Wolf                     |
| 2010                        | „Waka Waka (This Time for Africa)” (gośc. Freshlyground)             | 1                            | 32                           | 1                            | 11                           | 1                            | 1                            | 2                            | 1                            | 1                            | 21                           | 2                            | 38                           | - AUS: złota płyta - BEL: 2× platynowa płyta - FRA: platynowa płyta - GER: 5× złota płyta - ESP: 6× platynowa płyta - SWI: 3× platynowa płyta - USA: platynowa płyta | Listen Up!                   |
| 2010                        | „Loca” (gośc. Dizzee Rascal, El Cata)                                | 1                            | –                            | 1                            | 36                           | 2                            | 6                            | 55                           | 1                            | 1                            | –                            | 1                            | 32                           | - BEL: złota płyta - GER: złota płyta - ESP: 2× platynowa płyta - SWI: platynowa płyta                                                                               | Sale el Sol                  |
| 2011                        | „Sale el Sol”                                                        | –                            | –                            | 65                           | –                            | –                            | –                            | –                            | 8                            | –                            | –                            | 10                           | –                            | | Sale el Sol                  |
| 2011                        | „Rabiosa” (gośc. Pitbull, El Caty)                                   | 3                            | –                            | 5                            | 38                           | 6                            | 26                           | 46                           | 1                            | 3                            | –                            | 8                            | –                            | - BEL: złota płyta - ESP: platynowa płyta - SWI: złota płyta | Sale el Sol                  |
| 2011                        | „Antes de las Seis”                                                  | –                            | –                            | –                            | –                            | –                            | –                            | –                            | –                            | –                            | –                            | 21                           | –                            | | Sale el Sol                  |
| 2011                        | „Je l’aime à mourir”                                                 | –                            | –                            | 1                            | 34                           | 1                            | –                            | –                            | –                            | 18                           | –                            | –                            | –                            | - BEL: złota płyta - FRA: złota płyta - SWI: złota płyta | Live from Paris              |
| 2012                        | „Addicted to You”                                                    | 1                            | –                            | 18                           | –                            | 15                           | –                            | –                            | 14                           | 70                           | –                            | 9                            | –                            | | Sale el Sol                  |
| 2014                        | „Can’t Remember to Forget You” (gośc. Rihanna)                       | 2                            | 18                           | 6                            | 19                           | 5                            | 8                            | 27                           | 2                            | 7                            | 11                           | 6                            | 15                           | - AUS: złota płyta | Shakira                      |
| 2014                        | „Empire”                                                             | –                            | –                            | 65                           | 92                           | 82                           | –                            | –                            | 29                           | –                            | 25                           | –                            | 58                           | | Shakira                      |
| 2014                        | „Dare (La La La)” / „La La La (Brazil 2014)” (gośc. Carlinhos Brown) | 5                            | –                            | 3                            | 91                           | 11                           | 12                           | 61                           | 2                            | 3                            | 106                          | –                            | 53                           | | Shakira                      |
| 2016                        | „Try Everything”                                                     | –                            | 57                           | –                            | 49                           | 43                           | 54                           | –                            | 32                           | 55                           | –                            | –                            | 63                           | | Zootopia (ścieżka dźwiękowa) |
| 2016                        | „La Bicicleta” (oraz Carlos Vives)                                   | –                            | –                            | –                            | –                            | 30                           | –                            | –                            | 1                            | 54                           | –                            | 2                            | 95                           | - POL: złota płyta | El Dorado                    |
| 2016                        | „Chantaje” (gośc. Maluma)                                            | –                            | –                            | –                            | 50                           | 13                           | 20                           | –                            | 1                            | 10                           | –                            | 1                            | 51                           | - POL: 2× platynowa płyta | El Dorado                    |
| 2017                        | „Deja Vu” (oraz Prince Royce)                                        | –                            | –                            | –                            | –                            | 106                          | –                            | –                            | 4                            | 92                           | –                            | 4                            | –                            | | El Dorado                    |
| 2017                        | „Me Enamoré”                                                         | 1                            | –                            | –                            | –                            | 13                           | –                            | –                            | 3                            | 32                           | –                            | 4                            | 83                           | - POL: platynowa płyta | El Dorado                    |
| 2017                        | „Perro Fiel” (gościnnie: Nicky Jam)                                  | 25                           | –                            | –                            | –                            | 82                           | –                            | –                            | 3                            | 62                           | –                            | 6                            | 100                          | | El Dorado                    |
| 2018                        | „Trap” (gośc. Maluma)                                                | –                            | –                            | –                            | –                            | –                            | –                            | –                            | –                            | –                            | –                            | 17                           | –                            | | El Dorado                    |
| 2018                        | „Clandestino” (oraz Maluma)                                          | –                            | –                            | –                            | –                            | 79                           | –                            | –                            | 20                           | 32                           | –                            | 14                           | –                            | - POL: złota płyta | singel niealbumowy           |
| 2020                        | „Me Gusta” (oraz Anuel AA)                                           |                              |                              |                              |                              |                              |                              |                              |                              |                              |                              | 6                            | –                            | - POL: złota płyta | singel niealbumowy           |
| 2020                        | „Girl like Me” (oraz Black Eyed Peas)                                |                              |                              |                              |                              | 2                            |                              |                              |                              |                              | –                            | –                            | 67                           | - POL: platynowa płyta | Translation                  |
| 2021                        | „Don’t Wait Up”                                                      |                              |                              |                              |                              | 45                           |                              |                              |                              |                              | –                            | –                            | –                            | - POL: złota płyta | singel niealbumowy           |
| 2022                        | „Te Felicito" (oraz Rauw Alejandro)                                  |                              |                              |                              |                              | 53                           |                              |                              |                              |                              | –                            | 10                           | 67                           | | Las Mujeres Ya No Lloran     |
| 2022                        | „Don’t You Worry” (oraz Black Eyed Peas, David Guetta)               |                              |                              |                              |                              | 14                           |                              |                              |                              |                              | –                            | –                            | –                            | - POL: platynowa płyta | Elevation                    |
| 2022                        | „Monotonía" (oraz Ozuna)                                             |                              |                              |                              |                              | 137                          |                              |                              |                              |                              | 18                           | 3                            | 65                           | | Las Mujeres Ya No Lloran     |
| 2023                        | „Shakira: Bzrp Music Sessions, Vol. 53" (oraz Bizarrap)              |                              |                              |                              |                              | 20                           |                              |                              |                              |                              | 2                            | 1                            | 9                            | | Las Mujeres Ya No Lloran     |
| 2023                        | „TQG” (oraz Karol G)                                                 |                              |                              |                              |                              | 39                           |                              |                              |                              |                              | 1                            | 1                            | 7                            | - POL: złota płyta | Las Mujeres Ya No Lloran     |
| 2023                        | „Acróstico”                                                          |                              |                              |                              |                              | –                            |                              |                              |                              |                              | 84                           | 16                           | 12                           | | Las Mujeres Ya No Lloran     |
| 2023                        | „Copa Vacía” (oraz Manuel Turizo)                                    |                              |                              |                              |                              |                              |                              |                              |                              |                              |                              |                              |                              | | Las Mujeres Ya No Lloran     |
| „–” singel nie był notowany |                                                                      |                              |                              |                              |                              |                              |                              |                              |                              |                              |                              |                              |                              | |                              |

### Z gościnnym udziałem
| 2007                        | „Te Lo Agradezco, Pero No” (Alejandro Sanz; gośc. Shakira)      | –  | –  | –  | –  | –  | –  | –  | –  | 1  | –  | El Tren de los Momentos |
| 2007                        | „Si Tú No Vuelves” (Miguel Bosé; gośc. Shakira)                 | –  | –  | –  | –  | –  | –  | –  | –  | –  | –  | Papito                  |
| 2010                        | „Somos El Mundo 25 Por Haiti” (jako członkini Artist for Haiti) | –  | –  | –  | –  | –  | 31 | –  | –  | –  | –  | Single charytatywne     |
| 2010                        | „Ay Haiti” (jako członkini Artist for Haiti)                    | –  | –  | –  | –  | –  | 1  | –  | –  | –  | –  | Single charytatywne     |
| 2010                        | „Gracias a la Vida” (jako członkini Artist for Chile)           | –  | –  | –  | –  | –  | –  | –  | –  | –  | –  | Single charytatywne     |
| 2012                        | „Get It Started” (Pitbull; gośc. Shakira)                       | 31 | 58 | 42 | 57 | 31 | 14 | 32 | 64 | 48 | 89 | Global Warming          |
| 2013                        | „Dançando” (Ivete Sangalo; gośc. Shakira)                       | –  | –  | –  | –  | –  | –  | –  | –  | –  | –  | Real Fantasia           |
| 2013                        | „Blanca Mujer” (Draco Rosa; gośc. Shakira)                      | –  | –  | –  | –  | –  | –  | –  | –  | –  | –  | Vida                    |
| „–” singel nie był notowany |                                                                 |    |    |    |    |    |    |    |    |    |    |                         |

### Single promocyjne
- 1990 – „Magia” z albumu Magia
- 1991 – „Lejos de Tu Amor” z albumu Magia
- 1991 – „Esta Noche Voy Contigo” z albumu Magia
- 1993 – „Peligro” z albumu Peligro
- 1993 – „Brujería” z albumu Peligro
- 1993 – „Eres” z albumu Peligro
- 1993 – „Tú Serás la Historia de Mi Vida” z albumu Peligro
- 2002 – „Knock on My Door / Pídeme el Sol”
- 2003 – „Ask for More / Pide Más”
- 2004 – „Poem to a Horse” z albumu Live & Off the Record
- 2007 – „Hay Amores” z minialbumu Love in the Time of Cholera
- 2007 – „Despedida” z minialbumu Love in the Time of Cholera
- 2010 – „I’ll Stand by You” (gośc. The Roots) z albumu Hope for Haiti Now

### Inne notowane piosenki
| Rok  | Tytuł           | Pozycje na listach | Pozycje na listach | Album                 |
| Rok  | Tytuł           | ESP                | USA Latin Pop      | Album                 |
| ---- | --------------- | ------------------ | ------------------ | --------------------- |
| 1997 | „Quiero”        | –                  | 18                 | Pies Descalzos        |
| 2005 | „Obtener un sí” | –                  | 48                 | Fijación Oral, Vol. 1 |
| 2006 | „Día Especial”  | –                  | 26                 | Fijación Oral, Vol. 1 |
| 2010 | „Good Stuff”    | 49                 | –                  | She Wolf              |
| 2014 | „Boig per Tu”   | 1                  | –                  | Shakira               |

## Teledyski
| Rok  | Tytuł                                     | Reżyser                                      |
| ---- | ----------------------------------------- | -------------------------------------------- |
| 1990 | „Magia”                                   |                                              |
| 1991 | „Esta Noche Voy Contigo”                  |                                              |
| 1991 | „Sueños”                                  |                                              |
| 1991 | „Lejos De Tu Amor”                        |                                              |
| 1993 | „Tú Serás la Historia de Mi Vida”         |                                              |
| 1995 | „Estoy Aquí” (Pierwsza wersja)            | Simon Brand                                  |
| 1996 | „Estoy Aquí” (Druga wersja)               | Christophe Gstalder                          |
| 1996 | „¿Dónde Estás Corazón?” (Pierwsza wersja) | Oscar Azula, Julian Torres                   |
| 1996 | „¿Dónde Estás Corazón?” (Druga wersja)    | Gustavo Garzón                               |
| 1997 | „Pies Descalzos, Sueños Blancos”          | Gustavo Garzón                               |
| 1997 | „Un Poco de Amor”                         | Gustavo Garzón                               |
| 1997 | „Se Quiere, Se Mata”                      | Juan Carlos Martín                           |
| 1998 | „Ciega, Sordomuda”                        | Gustavo Garzón                               |
| 1998 | „Tú”                                      | Emilio Estefan                               |
| 1999 | „Inevitable”                              | Gustavo Garzón                               |
| 1999 | „No Creo”                                 | Gustavo Garzón                               |
| 1999 | „Ojos Así”                                | Mark Kohr                                    |
| 1999 | „Moscas en la Casa”                       | Milton Lage                                  |
| 2001 | „Whenever, Wherever”                      | Francis Lawrence                             |
| 2002 | „Underneath Your Clothes”                 | Herb Ritts                                   |
| 2002 | „Objection (Tango)”                       | Dave Meyers                                  |
| 2002 | „Te Dejo Madrid”                          | W.I.Z.                                       |
| 2002 | „The One”                                 | Ramiro Agulla, Esteban Sapir                 |
| 2002 | „Que Me Quedes Tú”                        | Ramiro Agulla, Esteban Sapir                 |
| 2003 | „Poem to a Horse”                         | Ramiro Agulla, Esteban Sapir                 |
| 2005 | „La Tortura”                              | Michael Haussman                             |
| 2005 | „No”                                      | Jaume de Laiguana                            |
| 2005 | „Don't Bother”                            | Jaume de Laiguana                            |
| 2006 | „Día de Enero”                            | Jaume de Laiguana                            |
| 2006 | „Hips Don’t Lie”                          | Sophie Muller                                |
| 2006 | „Illegal”                                 | Jaume de Laiguana oraz Shakira               |
| 2006 | „La Pared”                                | Jaume de Laiguana oraz Shakira               |
| 2007 | „Beautiful Liar”                          | Jake Nava                                    |
| 2007 | „Las de la Intuición”                     | Jaume de Laiguana, Shakira                   |
| 2008 | „Hay Amores”                              | Vincent Passeri                              |
| 2009 | „She Wolf”                                | Jake Nava                                    |
| 2009 | „Did It Again”                            | Sophie Muller                                |
| 2009 | „Give It Up to Me”                        | Sophie Muller                                |
| 2010 | „Gypsy”                                   | Jaume de Laiguana                            |
| 2010 | „Waka Waka (This Time for Africa)”        | Marcus Raboy                                 |
| 2010 | „Loca”                                    | Jaume de Laiguana                            |
| 2011 | „Sale el Sol”                             | Jaume de Laiguana                            |
| 2011 | „Rabiosa”                                 | Jaume de Laiguana                            |
| 2011 | „Antes de las Seis”                       | Nick Wickham                                 |
| 2011 | „Je l’aime à mourir”                      | Nick Wickham                                 |
| 2012 | „Addicted to You”                         | Anthony Mandler                              |
| 2012 | „Dare (La La La)”                         | Anthony Mandler                              |
| 2014 | „Can’t Remember to Forget You”            | Joseph Kahn                                  |
| 2014 | „Empire”                                  | Darren Craig, Jonathan Craven, Jeff Nicholas |
| 2014 | „La La La (Brazil 2014)”                  | Jaume de Laiguana                            |

Z gościnnym udziałem
| Rok  | Tytuł                                                      | Reżyser           |
| ---- | ---------------------------------------------------------- | ----------------- |
| 2006 | „Te Lo Agradezco, Pero No” (Alejandro Sanz; gośc. Shakira) | Jaume de Laiguana |
| 2012 | „Get It Started” (Pitbull; gośc. Shakira)                  | David Rousseau    |